# Танкистка (фильм)
«Танкистка» (англ. Tank Girl) — американский художественный фильм режиссёра Рэйчел Талалэй, вышедший в 1995 году. В основу фильма положен британский комикс Элана Мартина и Джейми Хьюлетта Tank Girl (англ.).

## Сюжет
Действие происходит в Австралии в 2033 году, после экологической катастрофы, в результате которой дефицит воды становится всё острее. Всем заправляет корпорация «Вода и власть» во главе со злодеем Кессли. Ему противостоит бесшабашная девушка на танке, Ребекка, вместе с бандой мутантов-рипперов — суперсолдат для спецопераций, скрещенных с кенгуру. Рипперы живут под землей, в засыпанном пустыней кегельбане, играют на саксофоне, рисуют на стенах в стиле «золотого дракона» австралийских аборигенов, молятся «духу свободы» в бешеной регги-пляске. Изредка они вылезают на поверхность и совершают диверсии в филиалах «Water & Power», лишая её контроля над всеми водными ресурсами. При этом соблюдается принцип: никакого огнестрельного оружия! В отличие от Бэкки, которая, однажды угнав один из танков корпорации, влюбилась в него и его огромный длинный твердый ствол, и теперь неразлучна со своим боевым любовником, который имеет собственное сознание, волю и может работать самостоятельно. Ребекку постоянно прикрывает её новая подруга-механик, вместе с которой они сбежали из корпоративной колонии — от нечеловеческой работы в шахтах, от душа из песка и от постоянных сексуальных нападок местного офицера. Эта команда ренегатов отправляется на поиски захваченной олигархом малолетней подруги Ребекки, по пути разрушая оплоты корпорации и принятые общественные устои.

## В ролях
- Лори Петти
- Наоми Уоттс
- Айс Ти
- Джефф Кобер
- Скотт Коффи — Буги
- Малкольм Макдауэлл
- Энн Кьюсак
- Энн Магнусон и Игги Поп (камео)

## Съёмки
Съёмки проходили в течение 16 недель в трех местах. Сцены в пустыне были сняты в Уайт-Сэндс, штат Нью-Мексико, клуб Liquid Silver был построен в заброшенном торговом центре в Фениксе, штат Аризона, а все остальные сцены были сняты в пределах 40 миль от Тусона. Многие сцены были сняты в заброшенном карьере. Съёмочный период завершился 27 сентября 1994 года, на два дня раньше графика, но все еще в рамках первоначального бюджета.

## Критика
Роджер Эберт присвоил 2 звезды из 4, заявив, что ему было трудно досмотреть, поскольку «маниакальная энергия» фильма утомляла его. Леонард Клэди из Variety критично отнёсся к Петти, сказав, что у нее «есть мужество, но, к сожалению, не сердце постапокалиптической героини», а также заявляя, что в фильме «не хватает увлекательной истории, которая могла бы объединить его интригующие элементы».
В 2020 году Меган Карпентье из NBC News дала положительный отзыв, заявив, что фильм «слишком опередил свое время», объяснив его первоначальный плохой прием «феминистскими темами, сильно обеспокоившими всех мужчин-продюсеров и руководителей». В том же году Джеф Рунер из San Francisco Chronicle назвал фильм «самой недооцененной экранизацией комикса», высоко оценив его стиль, игру и химию между Петти и Макдауэллом.

## Саундтрек
1. «Ripper Soul» — Люк Крессуэлл и Стив МакНиколас — 1:42
2. «Army of Me» — Бьорк — 3:56
3. «She is Just a Girl» — Devo — 3:51
4. «Mockingbird Girl» — The Magnificent Bastards — 3:30
5. «Shove» — L7 — 3:11
6. «Drown Soda» — Hole — 3:50
7. «Bomb» — Bush — 3:23
8. «Roads» — Portishead — 5:04
9. «Let’s Do It, Let’s Fall in Love» — Джоан Джетт и Пол Вестерберг (The Replacements) — 2:23
10. «Thief» — Belly — 3:12
11. «Aurora» — Veruca Salt — 4:03
12. «Big Gun» — Ice-T — 3:54